# Aborto en Castilla-La Mancha
El aborto en Castilla-La Mancha, también conocido como Interrupción voluntaria del embarazo (IVE), es legal. La legislación sobre el aborto se elaboró a nivel nacional en España, y el aborto fue despenalizado en 1985, con importantes reformas en 2010. Cada región está a cargo de crear su propio sistema para la implementación de la ley en la sanidad pública, existiendo diferencias de una región a otra.
Desde 1990 Castilla-La Mancha ha creado una serie de leyes y órdenes regionales relacionadas con los procedimientos de IVE que tienen lugar en la región. En 2003 existían seis centros autorizados para realizar abortos en Castilla-La Mancha. Dos formaban parte de la sanidad pública y cuatro eran clínicas privadas. Este número se redujo rápidamente a dos clínicas privadas en 2005 y se mantendría así hasta principios de la década de 2020. La falta de procedimientos de IVE en los hospitales públicos fue resultado de los objetores de conciencia al aborto en el SESCAM. Cuando el aborto era ilegal, las mujeres de Castilla-La Mancha viajaban a otros países para abortar. Después de la legalización, las mujeres a menudo tenían que viajar a otras provincias y regiones de España para abortar. Desde aproximadamente 2005 hasta la actualidad, Castilla-La Mancha ha contado con dos clínicas privadas de IVE, la Clínica Iris Médica en Albacete y la Clínica CIRE en Miguelturra. Entre ambas clínicas se realizaron el 100% de los abortos en la región en ese período. Las mujeres que acudían a dichas clínicas a menudo se encontraban en las puertas con manifestantes contrarios al derecho al aborto, donde a veces las llamaban asesinas, les mostraban imágenes explícitas e intentaban coaccionarlas para que no abortaran.
Durante la mayor parte de la historia de Castilla-La Mancha, el aborto ha sido ilegal. Durante la dictadura de Franco, a las mujeres de Castilla-La Mancha se les abrieron esporádicamente procesos penales y civiles por abortar. Pese a que el aborto se despenalizó en 1985, los servicios para abortar no llegaron a Castilla-La Mancha: entre 1988 y 1993 hubo cero abortos registrados en  Albacete, entre 1998 y 2018 hubo cero abortos cero registrados en Cuenca y Toledo, y entre 1989 y 2018 hubo cero Guadalajara. Los funcionarios de la Iglesia católica de Castilla-La Mancha habían intentado desalentar la legalización. De 1987 a 1995, Castilla-La Mancha fue una de las regiones donde el embarazo tenía menos probabilidades de terminar en aborto. Esta tendencia continuó en 2001. Cuando se llevaron a cabo reformas en 2010 que liberalizaron las leyes del aborto en España, el gobierno regional de Castilla-La Mancha liderado por el PSOE no las apoyó al 100% y trató de crear barreras de acceso. La naturaleza rural de Castilla-La Mancha implicó que el aborto todavía estuviera muy estigmatizado en la década de 2010. A pesar de eso, las feministas y los partidos políticos de izquierda comenzaron a ser más activos en exigir el acceso a los procedimientos de la IVE en la sanidad pública. Durante el gobierno de Pedro Sánchez, el acceso al aborto siguió siendo un problema en Toledo, Cuenca y Guadalajara, y los estudiantes de medicina que estaban formándose como especialistas en atención ginecológica no eran capacitados en las universidades sobre cómo realizar procedimientos de IVE. Partidos políticos, sindicatos y feministas continuaron exigiendo el acceso al aborto en este período, mientras que los grupos antiabortistas también continuaron sus actividades.

## Contexto nacional
Históricamente, el acceso al aborto en España ha dependido del dominio masculino sobre las mujeres y sus actividades reproductivas. El aborto ha sido utilizado como un medio para afirmar el control no sólo sobre los cuerpos y la sexualidad de las mujeres, sino también para hacer cumplir las normas culturales de género y los ideales patriarcales en la sociedad en general. Si bien el aborto se utilizó como forma de control de la natalidad en España en el pasado, demógrafos y sociólogos españoles han dicho que no se utiliza de esa manera en la España contemporánea.
El aborto legal es importante porque reduce las muertes en mujeres por complicaciones del embarazo y reduce la mortalidad infantil. En España, a mediados de la década de 1970, los abortos ilegales eran una causa importante de muerte entre mujeres de entre quince y cuarenta y nueve años. El control de la natalidad tiene una tasa de mortalidad femenina mucho más baja que los abortos, y es mucho más baja que la mortalidad femenina en España por abortos ilegales.

### Historia nacional
El Liber Iudiciorum fue una recopilación de leyes visigodas del rey Recesvinto que se promulgó en el año 654. Mencionaba el aborto, el infanticidio y el homicidio en el Libro VI. La pena para quienes provocaban abortos era la muerte. En ese momento, los visigodos controlaban casi toda la actual España, Portugal y Ceuta.
La ley en España fue modificada el 24 de enero de 1941 para caracterizar el aborto como un crimen contra el Estado. Esta ley lee en parte: “La política demográfica es una de las preocupaciones fundamentales de nuestro Estado. No se concibe una política demográfica eficaz sin abordar el problema de los miles y miles de vidas que se frustran antes de nacer, por maniobras criminales. Así lo dice la experiencia y el asesoramiento de los técnicos a través de Entidades científicas competentes. El estrago harto acusado en tiempos anteriores como consecuencia de un sentido materialista de la vida, adquirieron caracteres de escándalo durante el régimen republicano, agudizándose aún más escandalosamente en aquellas zonas sometidas a la dominación del Frente Popular. El Gobierno, consciente de su responsabilidad, decide combatir el crimen social que el aborto provocado representa y que impide que nazcan muchos miles de españoles anualmente."
El control de la natalidad fue ilegal en toda España durante el período franquista. En 1975 en España, la tasa de mortalidad femenina durante el embarazo era de 23 por 100.000 mujeres, una tasa similar a la de otros países occidentales industrializados donde el aborto era ilegal.El aborto fue despenalizado en el Código Penal por primera vez en todo el territorio español en 1985 en tres supuestos: por motivos terapéuticos, por motivos eugenésicos y en caso de violación previa denuncia policial. El aborto sólo era legal en estos casos antes de la semana 22, semana 22 y semana 12 respectivamente. La ley de 1985 exigía que cada vez que un centro de salud realizara un aborto, debía informarse al Ministerio de Sanidad. Los datos que a reportar incluyen la provincia donde se realizó el aborto y la provincia donde residía la mujer que abortó. Si bien el aborto fue despenalizado en 1985, no se convirtió en un servicio ofrecido por la sanidad pública hasta un cambio de la ley en 2010. Como resultado, durante este período entre 1985 y 2010, casi todos los abortos se realizaron en clínicas privadas y el precio por una interrupción voluntaria del embarazo rondaba las 30.000 pesetas.
La Ley de Salud Sexual y Reproductiva y de Interrupción Voluntaria del Embarazo fue reformada en mayo de 2022 de diferentes maneras. Se abordó específicamente la falta de centros, especialmente públicos, que prestaran servicios para la interrupción voluntaria del embarazo, en provincias que no tenían ninguna y exigían que las mujeres de esas provincias viajaran a otras provincias u otras regiones para poder acceder ese servicio. Otra fue para proteger a las mujeres que acudieron a centros de IVE del acoso de activistas antiaborto.
En febrero de 2023, el Tribunal Constitucional confirmó la ley de 2010 que permitía a las mujeres abortar mediante petición gratuita durante las primeras catorce semanas de embarazo. El caso fue llevado originalmente a los tribunales por el Partido Popular en 2010, después de que el PSOE aclarara y liberalizara la legislación sobre el aborto del país.

### Situación jurídica
La legislación sobre el aborto se modificó en 2010 para permitir a las mujeres abortar libremente hasta la decimocuarta semana de embarazo sin justificación. Desde la semana catorce a la veintiuna, sólo se puede practicar un aborto si existe una razón médica para ello, como por ejemplo que la madre esté en riesgo. A partir de la semana veintidós, sólo se pueden realizar abortos si se detectan anomalías fetales que sean incompatibles con la vida fuera del útero. Así lo confirmó el Tribunal Constitucional en febrero de 2023.
En España se apoya que los servicios de interrupción voluntaria del embarazo en la sanidad pública sean gratuitos. Esto incluye los servicios prestados en clínicas privadas tras derivaciones de médicos de la sanidad pública. Esto se debe a que estos costes los cubre la sanidad pública autonómica bajo la dirección del Sistema Nacional de Salud de España.Sin embargo, la aplicación de las leyes sobre el aborto se deja en gran medida en manos de las regiones y sus organismos de salud.

## Legislación y decisiones judiciales relacionadas con el aborto en Castilla-La Mancha
La Ley del medicamento 25/1990 es una ley nacional que establece que los farmacéuticos no pueden negarse a dispensar medicamentos sin una razón justificada. No dispensar medicamentos sin ese motivo constituye una infracción grave. En respuesta a esto, los gobiernos regionales de La Rioja, Galicia y Castilla-La Mancha aprobaron leyes que protegían a los farmacéuticos que afirmaban ser objetores de conciencia para evitar tener que dispensar medicamentos que provocaran que una mujer interrumpiera voluntariamente su embarazo.
La Ley 5/ 2005, de 27 de junio, de ordenación del servicio farmacéutico de Castilla-La Mancha, artículo 17 es una ley autonómica que garantiza el derecho de los profesionales farmacéuticos a ser objetores de conciencia. La Consejería de Sanidad de la región se comprometió a adoptar medidas para ayudar a las ciudadanas afectadas por la decisión de un farmacéutico de no suministrarles los medicamentos prescritos por su médico, para que no interfirieran con el derecho a la salud de la persona a la que se le negó la medicación.
La Orden de 21/06/2010 de la Consejería y Bienestar Social se creó para regular el comité clínico que se ocupaba de los trámites de la IVE en los Servicios de Salud de Castilla-La Mancha. La orden del Departamento de Sanidad y Servicios Sociales hacía dos suposiciones sobre el artículo 15c de la ley nacional de aborto de España, la Ley Orgánica 2/2010.  La primera es que la primera parte se refiere a anomalías fetales incompatibles con la vida, donde el derecho al aborto está protegido por la ley. La segunda es que un feto que padece una enfermedad extremadamente grave e incurable es una situación en la que el artículo 15c exige un comité clínico, a quien deben remitirse las decisiones relativas a un procedimiento de IVE por esos motivos. El comité utilizaría la evidencia científica más actual por parte de profesionales médicos expertos para ver si están de acuerdo con la evaluación realizada por el médico o los médicos que la trataron y diagnosticaron la afección durante su embarazo. La orden estableció un Comité Clínico del Servicio de Salud de Castilla-La Mancha (SESCAM) exclusivamente para intervenir en el segundo caso. Su finalidad era únicamente emitir su propio dictamen clínico, y no autorizar o negar la solicitud de aborto, sino actuar como un peritaje más. Desde 2023, ninguno de los miembros de este comité pueden ser objetores de conciencia debido a cambios en la legislación nacional.
La Orden de 21/06/2010 fue creada por Castilla-La Mancha para establecer procedimientos donde los profesionales médicos pudieran declararse objetores de conciencia, creándose formalmente una lista de dichos objetores en la región. La orden fue dictada por la Consejería de Sanidad de Castilla-La Mancha, quedando oficialmente creada la lista dos días después, el 23 de junio de 2010. La lista también permitía que los médicos de atención primaria de los centros de salud públicos se registraran para que no tuvieran que facilitar el acceso de una mujer a un aborto. En respuesta, el Colegio de Médicos de Toledo interpuso comparecencia en lo contencioso administrativo. Este recurso fue finalmente desestimado por el Tribunal Superior de Justicia de Castilla-La Mancha en sentencia publicada el 20 de febrero de 2012.
La Sala de lo Contencioso-Administrativo del Tribunal Superior de Justicia de Castilla-La Mancha dictó una orden el 29 de septiembre de 2010 que protegía el derecho de los médicos de familia objetores de conciencia. Sí afirmó que esto tenía límites, en el sentido de que los médicos de familia sólo podían reclamar esta condición siempre que no entrara en conflicto con el artículo 14 de la ley nacional de 2010. El tribunal utilizó la orden para criticar al Ministerio de Sanidad al afirmar que al exigir a los médicos de familia que proporcionaran a las mujeres información sobre las IVE, incluso si no participaban en la realización del procedimiento, estaban negando a estos médicos el derecho a ser definidos como objetores. La orden del tribunal se produjo porque la Consejería de Sanidad de Castilla-La Mancha impugnó la legalidad de la ley de 2010.

## Centros
Los criterios para la acreditación de centros de salud se hacen a nivel regional, basándose en una ley nacional, el Real Decreto 2409/1986, de 21 de noviembre. Entre estos criterios para los procedimientos de IVE, se incluyen que han de realizados antes de la semana 12 en pacientes que no sean de alto riesgo y que se cuente con un médico especialista en obstetricia y ginecología, personal de enfermería, un asistente de salud y un trabajador social. Otro criterio es que el centro incluya al menos un espacio físico para oficina y asesoría, y una sala separada donde se realice el procedimiento de la IVE. Estos centros deben mantener los mismos niveles higiénicos que cualquier centro de salud.
En 2003 había seis centros autorizados para realizar abortos en Castilla-La Mancha. Dos formaban parte de la sanidad pública y cuatro eran clínicas privadas. Este número disminuyó rápidamente. En 2005, el número se había reducido a dos clínicas privadas y se mantendría así hasta principios de la década de 2020. La situación de los hospitales públicos era tal que a mediados de la década de 2000 la región no contaba con un protocolo relacionado con el aborto para el personal médico de los centros de salud públicos. En 2005 no había hospitales públicos que realizaran procedimientos de IVE en Castilla-La Mancha. Antes de eso, alrededor del 13% de los abortos se habían realizado en hospitales públicos. Castilla-La Mancha no es la única región que no ofrece acceso al aborto en hospitales públicos. En 2019, la Comunidad de Madrid, Extremadura, Castilla-La Mancha, Murcia y Aragón dijeron que los abortos solo se habían realizado en centros de salud privados, una tendencia que continuó en 2020. La falta de acceso obligó a las mujeres a desplazarse a un hospital público de otra región o a una clínica privada de otra provincia, por lo que el 58% de las mujeres residentes en Castilla-La Mancha que abortaron en 2021 lo hicieron fuera de su provincia de residencia. Aun existiendo clínicas privadas en Castilla-La Mancha, sólo había dos, una en Albacete y otra en Ciudad Real. En 2022 no existían clínicas privadas en las provincias de Toledo, Cuenca y Guadalajara. La cartera de servicios del SESCAM en 2022 incluía la realización de procedimientos de IVE, que en realidad no se realizaron en ningún hospital público de la región.
En 2005 la atención primaria de salud pública no contaba con provisiones para cubrir el costo de las IVE. Como resultado, las mujeres tenían que cubrir solas todos los costos asociados con el aborto. La autoridad sanitaria regional sólo tenía convenio con una clínica, la Clínica Cire de lz, de Ciudad Real, y era sólo para cubrir las consultas, no el procedimiento en sí. La situación cambió poco con el tiempo. A principios de la década de 2020, mientras que la región pagaba el procedimiento de IVE en una de las clínicas privadas de Castilla-La Mancha, el SESCAM no proporcionaba financiación para cubrir otros costos relacionados, como el tiempo adicional para viajar y el costo del viaje en sí. En 2022, el único caso en el que una mujer podía abortar en la sanidad pública en Castilla-La Mancha era cuando un médico le daba una receta para un aborto farmacológico porque corría riesgo la vida de la madre o del feto, y eso únicamente en clínicas privadas a las que las públicas habían subcontratado el servicio.
En la década de 2010, el aborto en el sistema sanitario de Castilla-La Mancha se gestionaba a través del departamento de Servicios de Atención a la Mujer.En las décadas de 2000, 2010 y principios de 2020 las mujeres que acudían a una clínica autorizada en Castilla-La Mancha eran objeto de acoso por parte de manifestantes contrarios al derecho al aborto después de haber sido remitidas a esos centros por los médicos de la sanidad pública que se oponían a realizar abortos. Los activistas contra el derecho al aborto a menudo llevaban carne cruda, fotografías de fetos abortados y artículos ensangrentados como rosarios. Gritaban insultos a las mujeres cuando entraban. En 2021, en ocasiones hubo contraprotestas de feministas en respuesta a las concentraciones de antiabortistas frente a las clínicas. A pesar del cambio de ley en abril de 2022 para permitir el procesamiento de activistas contra los derechos del aborto que acosen a las mujeres con sentencias de cárcel de tres meses a un año, los manifestantes todavía se presentaban regularmente frente a la clínica en Albacete al menos una vez a la semana.
Los Colegios Oficiales de Médicos de Toledo y Cuenca dijeron en 2021 que no tenían una posición oficial sobre el tema del aborto, pero que se realizaron procedimientos en la IVE como se exige en la sanidad privada. Dijeron que estos procedimientos “dependen de la existencia de médicos dispuestos a hacerlo, y de instalaciones donde se puedan hacer.” 
| Año  | Castilla-La Mancha | Ref    |
| ---- | ------------------ | ------ |
| 2010 | 100                | [ 83 ] |
| 2011 | 99,93              | [ 83 ] |
| 2012 | 99,97              | [ 83 ] |
| 2013 | 100                | [ 83 ] |
| 2014 | 100                | [ 83 ] |
| 2015 | 99,87              | [ 83 ] |
| 2016 | 100                | [ 83 ] |
| 2017 | 99,93              | [ 83 ] |
| 2018 | 99,83              | [ 83 ] |

### Viajes
En España las mujeres han viajado para abortar desde la dictadura franquista. Durante este periodo, las mujeres españolas viajaban a Reino Unido, Francia u Holanda para abortar si tenían pasaporte y podían permitírselo, porque el coste era un factor limitante. Las mujeres que no podían irse, a veces se sometían a abortos clandestinos, lo que provocaba complicaciones médicas para las cuales no podían buscar tratamiento porque corrían el riesgo de ir a prisión. Uno de los problemas de ir a Francia en este período fue que Francia solo proporcionaba abortos legales a mujeres residentes francesas, por lo que las mujeres españolas acudían a clínicas francesas legales donde se hacían abortos ilegales debido a su condición de residentes. Algunas mujeres también tomaron un ferry a Marruecos o condujeron hasta Portugal. Esto incluía a las mujeres de Castilla La-Mancha.
Esta situación continuó durante la Transición democrática española. Londres era el destino al que viajaban las mujeres españolas, con estimaciones de que alrededor 30.000 mujeres iban allí cada año para abortar. En 1984, el Instituto de la Mujer estimó que entre 1974 y 1984 unas 240.000 mujeres españolas habían viajado al Reino Unido y los Países Bajos para abortar, y que un número desconocido también había viajado a Portugal y al norte de África para abortar. Algunas mujeres fueron a Marruecos, donde en ocasiones fueron remitidas a través de clínicas informales de planificación familiar. Si bien el aborto era legal en Marruecos en ese momento, existían restricciones en cuanto a cómo se podía acceder a dichos abortos legales. No obstante, las mujeres españolas pudieron encontrar formas de acceder a ellos.Una situación similar existía para las mujeres españolas que viajaban a Portugal para abortar, donde los abortos eran realizados por parteras o personal no médico en domicilios privados.Los grupos feministas también crearon libros en este período que explicaban el proceso para abortar en el extranjero e incluían listas de clínicas extranjeras de confianza.
En el contexto de Castilla-La Mancha, los viajes para abortar en el siglo XXI se habían desplazado en gran medida internamente, ya fuera a otra provincia de Castilla-La Mancha o a otra región de España. Las opciones populares a nivel regional fueron las clínicas privadas de Albacete o Miguelturra en Ciudad Real.Dentro de España, las opciones más populares fueron las clínicas privadas de Madrid o, en algunos casos, la Comunidad Valenciana o Murcia. En 2005, la mayoría de las mujeres de Castilla-La Mancha que buscaban abortar después de la semana 12 fueron a Madrid.En 2011, las mujeres que necesitaban abortar en la región acudían con frecuencia a clínicas privadas de Madrid y, en algunos casos, de la Comunidad Valenciana.El 58% de las mujeres de Castilla-La Mancha que abortaron en 2021 realizaron un procedimiento de IVE en otra región. Hubo algunas diferencias en los viajes para realizar abortos de una provincia a otra a principios de la década de 2020. Existieron varias razones para ello, incluyendo la desigualdad dentro de la región en términos de acceso a las clínicas para abortar. Las provincias de Toledo, Guadalajara y Cuenca no contaban con clínicas privadas ni hospitales públicos que brindaran procedimientos de IVE en ese momento. En 2021, Toledo fue la provincia de España con mayor número de mujeres que tuvieron que viajar a otra provincia para abortar, con 1.094 ese año. Guadalajara fue la tercera más alta con 489.Estas mujeres no estaban solas. A nivel nacional, alrededor del treinta y dos por ciento de las mujeres españolas que necesitaron un aborto en 2021 tuvieron que viajar más de 200 kilómetros para someterse a un procedimiento de IVE.
Las mujeres que solicitaban una IVE en Albacete y querían mayor anonimato debían recorrer más de 220 kilómetros para abortar en una clínica privada de Ciudad Real, 150 kilómetros para acudir a un centro de salud público de Alicante o 250 kilómetros de distancia para acudir a una clínica privada en Madrid. Si una mujer de Cuenca quería abortar en 2021, debía recorrer 143 kilómetros hasta Albacete o más de 200 kilómetros hasta un centro de la Comunidad Valenciana. Más de 500 mujeres de la provincia de Guadalajara tuvieron que abandonarla para abortar en 2021, y la mayoría acudió a una clínica privada de la Comunidad de Madrid o la Comunidad Valenciana.Las mujeres de la provincia de Toledo, más de 1.000 en 2021, también tuvieron que recorrer largas distancias para acceder a clínicas para abortar, debiendo recorrer 120 kilómetros hasta una clínica privada en la provincia de Ciudad Real, o hasta clínicas privadas en Madrid.

### Centros

#### Clínica Iris Médica en Albacete
La Clínica Iris Médica existe desde al menos 2005. En 2005, el centro no estaba acreditado para poder realizar abortos después de la semana 12, lo que provocó que las mujeres fueran remitidas a una clínica en Madrid. Ha sido el único centro privado acreditado en la provincia de Albacete y uno de los dos únicos en Castilla-La Mancha para realizar trámites de IVE. La clínica es muy pequeña. Tiene un solo quirófano que se utiliza una vez por semana. Eduardo Pin Arboleda fue el gerente de la clínica a mediados de la década de 2010 y ocupó este cargo desde aproximadamente 2014 hasta al menos 2018. Francisco Valero fue director de la clínica en 2016.
Hubo un periodo alrededor del año 2014 en el que la Consejería de Salud de Castilla-La Mancha realizó veinte inspecciones a la clínica durante un periodo de cinco meses. La Clínica Iris fue multada con 9.000 euros en 2014 porque los abortos los supervisaban dos licenciados en medicina y cirugía y no un ginecólogo ni un obstetra. La ley de 2010 no especificaba que un ginecólogo u obstetra estuvieran allí para realizar un aborto, solo que el procedimiento se realizaría “por o bajo la dirección de un médico especialista”. La clínica apeló la sanción, pero ésta fue rechazada. La clínica y los activistas por el derecho al aborto entendieron que la decisión judicial se tomó por motivos políticos, no legales.
El director de la clínica, Eduardo Pin, fue agredido por activistas antiaborto a mediados de la década de 2010. Los denunció a la policía después de que supuestamente lo empujaron y lo llamaron asesino. En la denuncia, Pin aduce agresiones y vejaciones argumentando que le agredieron con un empujón a la vez que le llamaban asesino: el juzgado lo desestimó porque las testigos no usaron la palabra empujón en sus declaraciones.
Las mujeres de la Red Madre, un grupo anti-derecho al aborto, protesta contra la clínica semanalmente, los miércoles entre las 4:30 p. m. y las 5:00 p. m. El grupo comenzó sus protestas en mayo de 2016. Las mujeres llevan rosarios y fotografías de fetos. Intentan acercarse a las mujeres que intentan entrar a la clínica bloqueando la entrada y luego intentan utilizar presión moral para disuadirlas de entrar. Entre las manifestantes a veces hay monjas y menores.
En mayo de 2016, la clínica tuvo que solicitar a la Policía Nacional que acudiera debido a las tensiones con los manifestantes enfrente de la misma. En ese momento, un grupo de madres se presentaba diariamente para tratar de impedir que las mujeres ingresaran a la clínica, tratando de obligarlas a no abortar. A pesar de que España se permite el aborto debido al riesgo para la vida de la madre y a las anomalías fetales, los manifestantes contra el derecho al aborto ni siquiera preguntaron a las mujeres por qué se sometían a un procedimiento de IVE.
A pesar de que la ley cambió en abril de 2022 para permitir el procesamiento de activistas contra los derechos del aborto que acosen a las mujeres que acuden a clínicas de aborto con penas de cárcel de tres meses a un año, los manifestantes todavía se presentan regularmente frente a la clínica de Albacete una vez al semana.

## Objetores de conciencia al aborto en centros del SESCAM
En 2021 sólo había dos clínicas autorizadas para realizar abortos en Castilla-La Mancha, ninguna de las cuales pública debido a lo que el sistema de salud pública de Castilla-La Mancha denomina una objeción de conciencia "generalizada". Esta situación continuó en 2022 y 2023.
La situación con los objetores de conciencia es tan extrema que incluso los guardias de seguridad que cubríen las salas de ginecología de los hospitales públicos firmaban formularios declarando que eran objetores. La presidenta de la Asociación de Clínicas Acreditadas para la Interrupción del Embarazo (ACAI), Francisca García Gallego, acusó a la agencia regional de salud pública de violar las leyes de aborto en 2021 al no brindar a las mujeres el derecho a abortar a través de la salud pública al esconderse detrás de los objetores de conciencia. El SESCAM afirmó que cumplían porque proporcionaban a las mujeres la información legalmente requerida y luego les daban la opción "libre y voluntaria" de acudir a una de las dos clínicas privadas de la región.
El Ministerio de Igualdad envió una carta al Gobierno regional en mayo de 2023 para recordarles que los cambios en la ley del aborto en febrero de 2022 implicaban que todos los hospitales públicos debían contar con médicos que estuvieran dispuestos a realizar un aborto y que las unidades de ginecología de estos hospitales no podían contar únicamente con objetores de conciencia. El Ministerio de Igualdad dijo al Gobierno regional que, si era necesario, debían contratar médicos que realizaran procedimientos de interrupción voluntaria del embarazo si no hubiera ninguno en plantilla. La ley establece que se garantiza a las mujeres el acceso a servicios para abortar hasta la semana catorce en un centro de salud público cercano a su hogar.
En 2022, el gobierno regional planeó consolidar su lista de objetores de conciencia en una lista única, que incluía tanto a profesionales de la salud pública como privada, para facilitar la prestación de procedimientos de IVE en los hospitales públicos. El gobierno de Castilla-La Mancha sabía que era complicado ofrecer procedimientos de IVE en hospitales públicos por el número de objetores de conciencia. Quisieron cambiar esto en 2023 pero no pudieron hacerlo porque todavía faltan médicos en la región dispuesta a realizar abortos. En un intento de abordar este problema, intentaron reclutar reclutar ginecólogos de otras partes de España para unirse al SESCAM.

## Historia del aborto en Castilla-La Mancha

### España franquista (1939 – 1975)
En la década de 1970, las provincias de Cuenca y Teruel tenían la tasa de natalidad más baja de España. Esto se debió en gran parte a la emigración de las zonas rurales a zonas más urbanas.

#### Enjuiciamiento del aborto
Durante la dictadura de Franco, las mujeres de Castilla-La Mancha fueron perseguidas esporádicamente por el Estado por abortar. En los últimos cinco años de la dictadura, la mayoría de las diligencias previas iniciados por el delito de aborto tuvieron lugar en la provincia de Ciudad Real, mientras que la mayor parte de los sumarios de Urgencia, Ordinarios y demás del Título IV de la Ley de Enjuiciamiento Criminal por el delito de aborto tuvieron lugar en las provincia de Ciudad Real y Toledo. Estos procedimientos judiciales, sin embargo, representaron sólo una fracción de los que se estaban llevando a cabo a nivel nacional, el 0,66% para las diligencias previas al juicio entre 1971 y 195, mientras que los sumarios de emergencia, ordinarios y otros representaron el 2,32% a nivel nacional.
| Lugar       | Lugar              | Años | Años | Años | Años | Años | Años            |
| ----------- | ------------------ | ---- | ---- | ---- | ---- | ---- | --------------- |
| Provincia   | Región             | 1971 | 1972 | 1973 | 1974 | 1975 | Provincia total |
| Albacete    | Castilla-La Mancha | 1    | 0    | 0    | 0    | 0    | 1               |
| Ciudad Real | Castilla-La Mancha | 0    | 1    | 0    | 0    | 1    | 2               |
| Cuenca      | Castilla-La Mancha | 0    | 0    | 0    | 0    | 0    | 0               |
| Guadalajara | Castilla-La Mancha | 0    | 0    | 0    | 0    | 0    | 0               |
| Toledo      | Castilla-La Mancha | 0    | 0    | 0    | 1    | 0    | 1               |
| España      | España             | 90   | 110  | 147  | 82   | 173  | 605             |

| Lugar       | Lugar              | Años | Años | Años | Años | Años | Años            |
| ----------- | ------------------ | ---- | ---- | ---- | ---- | ---- | --------------- |
| Provincia   | Región             | 1971 | 1972 | 1973 | 1974 | 1975 | Provincia total |
| Albacete    | Castilla-La Mancha | 0    | 0    | 0    | 0    | 1    | 1               |
| Ciudad Real | Castilla-La Mancha | 0    | 0    | 2    | 1    | 2    | 5               |
| Cuenca      | Castilla-La Mancha | 0    | 0    | 0    | 0    | 1    | 1               |
| Guadalajara | Castilla-La Mancha | 0    | 0    | 0    | 0    | 2    | 2               |
| Toledo      | Castilla-La Mancha | 2    | 1    | 0    | 1    | 1    | 5               |
| España      | España             | 122  | 157  | 145  | 112  | 66   | 602             |

### Transición democrática (1975 – 1982)
En la Transición, UCD, PSOE y Alianza Popular trabajaron juntos para formar una Entidad Preautónoma, y Antonio Fernández-Galiano de UCD se convirtió en el primer presidente de la región.Tras las elecciones generales de 1979, los votantes rechazaron la integración de Madrid en la recién formada región de Castilla-La Mancha, con la oposición encabezada en gran medida por UCD, y el PSOE liderado por las provincias de Ciudad Real y Albacete.
En noviembre de 1979 se llevó a cabo una encuesta de opinión pública, con un seguimiento en diciembre por el Centro de Estudios Constitucionales. Se preguntó: "¿Crees que debería permitirse el aborto en España?" Del total de 390 encuestados nacionales de Asturias, Cantabria, Navarra, las dos Castillas, Aragón, Baleares, Murcia, Valencia, Extremadura y La Rioja que estaban agrupados en lugar de por su propia región, el 29% dijo que no. El 38% dijo que sí si había peligro para la vida de la madre, el 12% dijo que si había alguna anomalía fetal, el 14% dijo que sí por libre decisión y el 7% no respondió. La encuesta también preguntaba: "¿Está usted a favor o en contra de que se legalice el aborto en España?". Del total de 390 encuestados nacionales de Asturias, Cantabria, Navarra, las dos Castillas, Aragón, Baleares, Murcia, Valencia, Extremadura y La Rioja que estaban agrupados en lugar de por su propia región, el 19% dijo que a favor, el 68% dijo estar en contra, el 9% no sabía y el 5% no quiso responder. Esto se compara con los totales nacionales donde el 27% dijo estar a favor, el 60% se opuso, el 8% no sabía y el 5% no respondió.

### Felipe González (1982 – 1996)
Cuando la región terminó su organización formal tras la transición democrática, las Cortes de Castilla-La Mancha vivirían un largo período desde el 31 de mayo de 1983 al 17 de junio de 2007 donde el organismo estuvo controlado por el PSCM-PSOE.
No se realizaron abortos en la provincia de Albacete entre 1988 y 1993. Tampoco se realizaron procedimientos de IVE en Cuenca ni en Toledo desde 1988 hasta 2018.Entre 1988 y 2018, el único año en el que se registró la realización de un aborto en Guadalajara fue en 1988.

#### Legalización nacional del aborto en 1985 y situación en Castilla-La Mancha
En 1983, cuando comenzaron a tener lugar en el Congreso de Diputados los primeros debates sobre la legalización del aborto en España, el obispo de Cuenca pidió públicamente al rey Juan Carlos que rechazara la ley a pesar de que dicha ley debía haber sido aprobada por el Congreso democráticamente elegido. En consecuencia, su solicitud generó una gran controversia.
A raíz de la aprobación de la ley del aborto en 1985, al ministro de Justicia Fernando Ledesma se le prohibió asistir a la procesión del Corpus Chrisi en Toledo. La revista católica Ecclessia emitió un comunicado explicando su razonamiento: "El respecto a las creencias y a las tradiciones religiosas de la mayoría del pueblo pueden y deben los ministros, y los gobernantes en general, demostrarlo en sus acciones legislativas y de gobierno."

#### Estadísticas
Entre el 2 de agosto de 1985 y el 10 de junio de 1987 se registraron dieciséis abortos en la región. En toda España, en el período comprendido entre 1987 y 1995, las regiones donde el embarazo tenía menos probabilidades de terminar en aborto fueron Andalucía, Murcia, Castilla-La Mancha, Extremadura y Navarra. Para las mujeres de treinta y cinco a treinta y nueve años en el período comprendido entre 1990 y 1995, hubo un aumento en el porcentaje de mujeres que abortaron en proporción a todos los embarazos. Andalucía, Castilla-La Mancha, Extremadura, Murcia y Navarra registraron a nivel nacional el porcentaje más bajo de embarazos adolescentes que terminaron en aborto en 1995 respecto a los nacidos vivos, con una tasa inferior al cuarenta por ciento.
| Provincia | Cuenca | Toledo | Ref     |
| --------- | ------ | ------ | ------- |
| 1988      | 75     | 258    | [ 106 ] |
| 1989      | 98     | 284    | [ 106 ] |
| 1990      | 104    | 323    | [ 106 ] |
| 1991      | 93     | 349    | [ 106 ] |
| 1992      | 101    | 337    | [ 106 ] |
| 1993      | 102    | 311    | [ 106 ] |
| 1994      | 107    | 315    | [ 106 ] |
| 1995      | 105    | 297    | [ 106 ] |
| 1996      | 92     | 339    | [ 106 ] |
| 1997      | 112    | 363    | [ 106 ] |
| 1998      | 115    | 424    | [ 106 ] |
| 1999      | 122    | 488    | [ 106 ] |
| 2000      | 145    | 456    | [ 106 ] |
| 2001      | 134    | 492    | [ 106 ] |
| 2002      | 159    | 597    | [ 106 ] |
| 2003      | 202    | 666    | [ 106 ] |
| 2004      | 201    | 663    | [ 106 ] |
| 2005      | 242    | 810    | [ 106 ] |
| 2006      | 211    | 808    | [ 106 ] |
| 2007      | 302    | 1102   | [ 106 ] |
| 2008      | 282    | 1184   | [ 106 ] |
| 2009      | 326    | 1147   | [ 106 ] |
| 2010      | 364    | 1221   | [ 106 ] |
| 2011      | 366    | 1382   | [ 106 ] |
| 2012      | 370    | 1364   | [ 106 ] |
| 2013      | 310    | 1280   | [ 106 ] |
| 2014      | 296    | 1105   | [ 106 ] |
| 2015      | 276    | 1008   | [ 106 ] |
| 2016      | 258    | 979    | [ 106 ] |
| 2017      | 265    | 1051   | [ 106 ] |
| 2018      | 240    | 946    | [ 106 ] |

| Provincia | Comunidad          | 1988 | 1989 | 1990 | 1991 | 1992 | 1993 | 1994 | 1995 | 1996 | 1997 | 1998 | 1999 | 2000 | 2001 | 2002 | 2003 | 2004 | 2005 | 2006 | 2007 | 2008 | 2009 | 2010 | 2011 | 2012 | 2013 | 2014 | 2015 | 2016 | 2017 | 2018 | Ref    |
| --------- | ------------------ | ---- | ---- | ---- | ---- | ---- | ---- | ---- | ---- | ---- | ---- | ---- | ---- | ---- | ---- | ---- | ---- | ---- | ---- | ---- | ---- | ---- | ---- | ---- | ---- | ---- | ---- | ---- | ---- | ---- | ---- | ---- | ------ |
| Ávila     | Castilla y León    | 81   | 111  | 123  | 106  | 77   | 85   | 106  | 103  | 98   | 86   | 108  | 145  | 107  | 110  | 121  | 113  | 128  | 111  | 119  | 153  | 174  | 179  | 164  | 178  | 183  | 179  | 133  | 145  | 137  | 126  | 146  | [ 31 ] |
| Palencia  | Castilla y León    | 176  | 228  | 228  | 202  | 225  | 196  | 234  | 205  | 209  | 185  | 210  | 182  | 206  | 183  | 186  | 172  | 191  | 186  | 243  | 203  | 204  | 181  | 224  | 219  | 222  | 217  | 176  | 189  | 199  | 163  | 183  | [ 31 ] |
| Segovia   | Castilla y León    | 97   | 113  | 113  | 127  | 127  | 118  | 120  | 118  | 135  | 122  | 133  | 124  | 118  | 149  | 159  | 158  | 152  | 193  | 198  | 214  | 263  | 186  | 201  | 285  | 243  | 247  | 180  | 196  | 145  | 174  | 163  |        |
| Zamora    | Castilla y León    | 152  | 187  | 170  | 169  | 178  | 178  | 162  | 168  | 177  | 178  | 151  | 183  | 162  | 173  | 151  | 174  | 134  | 113  | 138  | 168  | 167  | 126  | 153  | 169  | 167  | 129  | 156  | 144  | 121  | 136  | 139  | [ 31 ] |
| Cáceres   | Extremadura        | 225  | 300  | 222  | 296  | 289  | 346  | 318  | 322  | 306  | 314  | 306  | 358  | 345  | 318  | 357  | 330  | 382  | 402  | 330  | 377  | 403  | 411  | 403  | 510  | 475  | 430  | 383  | 334  | 342  | 388  | 369  | [ 31 ] |
| Cuenca    | Castilla-La Mancha | 75   | 98   | 104  | 93   | 101  | 102  | 107  | 105  | 92   | 112  | 115  | 122  | 145  | 134  | 159  | 202  | 201  | 242  | 211  | 302  | 282  | 326  | 364  | 366  | 370  | 310  | 296  | 276  | 258  | 265  | 240  | [ 31 ] |
| Toledo    | Castilla-La Mancha | 258  | 284  | 323  | 349  | 337  | 311  | 315  | 297  | 339  | 363  | 424  | 488  | 456  | 492  | 597  | 666  | 663  | 810  | 808  | 1102 | 1184 | 1147 | 1221 | 1382 | 1364 | 1280 | 1105 | 1008 | 979  | 1051 | 946  | [ 31 ] |
| Teruel    | Aragón             | 42   | 56   | 68   | 71   | 81   | 79   | 67   | 98   | 107  | 115  | 118  | 115  | 104  | 129  | 142  | 148  | 155  | 165  | 182  | 169  | 185  | 174  | 175  | 186  | 179  | 140  | 159  | 136  | 116  | 142  | 141  | [ 31 ] |
| Ceuta     | Ceuta              | 12   | 7    | 8    | 14   | 15   | 18   | 26   | 20   | 30   | 46   | 33   | 42   | 23   | 27   | 27   | 34   | 32   | 19   | 22   | 34   | 15   | 27   | 32   | 24   | 38   | 16   | 13   | 9    | 15   | 11   | 12   | [ 31 ] |
| Melilla   | Melilla            | 28   | 26   | 13   | 31   | 43   | 35   | 51   | 41   | 38   | 48   | 71   | 67   | 71   | 73   | 52   | 69   | 68   | 84   | 61   | 83   | 87   | 77   | 107  | 125  | 109  | 116  | 111  | 84   | 108  | 104  | 109  | [ 31 ] |

### José María Aznar (1996 – 2004)
En 2001, Castilla-La Mancha, el País Vasco, Extremadura y Navarra registraron el menor número de abortos, con menos del diez por ciento de todos los embarazos que terminaron en interrupción voluntaria del embarazo. El Plan de Salud de Castilla-La Mancha 2001 - 2010 no mencionaba en absoluto el aborto.

#### Estadísticas
| Región               | Total | Público | Privado | Ref    |
| -------------------- | ----- | ------- | ------- | ------ |
| Andalucía            | 40    | 5       | 35      | [ 10 ] |
| Aragón               | 14    | 1       | 13      | [ 10 ] |
| Asturias             | 2     | 1       | 1       | [ 10 ] |
| Islas Baleares       | 7     | 2       | 5       | [ 10 ] |
| Islas Canarias       | 6     | 2       | 4       | [ 10 ] |
| Cantabria            | 2     | 1       | 1       | [ 10 ] |
| Castilla-La Mancha   | 6     | 2       | 4       | [ 10 ] |
| Castilla y León      | 9     | 2       | 7       | [ 10 ] |
| Cataluña             | 41    | 3       | 38      | [ 10 ] |
| Comunidad Valenciana | 9     | 2       | 7       | [ 10 ] |
| Extremadura          | 3     | 0       | 3       | [ 10 ] |
| Galicia              | 11    | 4       | 7       | [ 10 ] |
| Madrid               | 34    | 9       | 25      | [ 10 ] |
| Murcia               | 3     | 0       | 3       | [ 10 ] |
| Navarra              | 3     | 0       | 3       | [ 10 ] |
| País Vasco           | 11    | 3       | 8       | [ 10 ] |
| La Rioja             | 2     | 1       | 1       | [ 10 ] |
| Ceuta                | 0     | 0       | 0       | [ 10 ] |
| Melilla              | 0     | 0       | 0       | [ 10 ] |
| España               | 203   | 38      | 165     | [ 10 ] |

### José Luis Rodríguez Zapatero (2004 - 2011)
En 2005, los arzobispos de Madrid, Toledo y Valencia denunciaron lo que consideraban una "cultura laica" y un "fraude" que "lleva a la desesperación mediante el aborto, el divorcio exprés y las ideologías que pretenden manipular la educación de la juventud". Predijeron que estas cosas conducirían al colapso de la democracia en España.

#### Reforma de la ley nacional de aborto de 2010
Los esfuerzos del presidente Zapatero en 2010 para reformar las leyes de aborto en España resultaron en fracturas dentro del PSOE. El entonces presidente de Castilla-La Mancha José Blanco dijo sobre las reformas en 2014, "Soy padre y no concibo que si mi hija estuviera en ese supuesto no se comunicara con su madre o conmigo."
Para tratar de impedir el acceso al aborto en la salud pública, el gobierno regional aprobó una ley en respuesta a los cambios realizados por el gobierno nacional en 2010, con una lista de objetores de conciencia en la salud pública.

#### Estadísticas
En 2005 se realizaron en la región 2.661 abortos, una tasa de 6,65 por 1.000 mujeres de 15 a 44 años, cifra inferior a la media nacional. Se trata de un recuento insuficiente de residentes, ya que muchas mujeres fueron a Madrid para abortar. El 13% de los abortos en la región se produjeron en el segundo trimestre, una tasa superior al promedio nacional. El 27,4% de las mujeres que abortaron ese año tenían entre 20 y 29 años, mientras que el 14,96% tenían menos de 20 años. Estas cifras están por debajo del promedio nacional. El 48,78% de las mujeres que abortaron ese año no tuvieron hijos, mientras que el 41,42% tuvo uno o dos hijos. Para el 70,20% de las mujeres que abortaron, fue el primero. Para el 19,62%, fue el segundo. La mayoría de las mujeres que abortaron no habían visitado un centro de planificación, sólo el 18,95% había acudido a uno. Esto fue significativamente menor que el promedio nacional del 41,0%. En 2005, el motivo citado para un 90%-94% de los abortos realizados en la región fue la salud materna.

### Mariano Rajoy (2011 - 2018)
Durante el gobierno de Mariano Rajoy, casi toda la información sobre anticonceptivos de última generación disponibles en el sistema sanitario público de la región fue retirada de los puntos de información sanitaria de la sanidad pública, y se dejaron de financiar políticas específicamente dirigidas a proteger la libertad y la salud sexual, poniendo en riesgo a grupos vulnerables a problemas de salud sexual y reproductiva como adolescentes y mujeres inmigrantes.
Del 16 de junio de 2011 al 18 de junio de 2015, las Cortes de Castilla-La Mancha estuvieron en manos del Partido Popular Castilla-La Mancha con Vicente Tirado Ochoa sirviendo como presidente regional.El PSCM-PSOE volvió al poder en las Cortes de Castilla-La Mancha el 18 de junio de 2015, con Gregorio Jesús Fernández Vaquero sirviendo como presidente regional hasta el 19 de junio de 2019, cuando Pablo Bellido Acevedo lo reemplazó como presidente regional.
A partir de 2010 se registró una ligera disminución en el número de abortos realizados en la región. Debido a la naturaleza rural de la provincia en las décadas de 2010 y 2020, seguía habiendo un fuerte estigma social en torno a abortar, especialmente porque vivir en un pueblo pequeño puede resultar en una falta de privacidad, ya que todos se conocen. Este es un factor que disuade a algunas mujeres albaceteñas de recurrir al aborto. La Red Feminista de Albacete comenzó a exigir en la década de 2010 que el gobierno local y nacional tomaran medidas para frenar la coacción por parte de activistas antiaborto a las puertas de las clínicas del IVE.
En 2016, Ganemos Albacete y el Grupo Socialista presentaron una petición al Gobierno de Castilla-La Mancha para "garantizar" la interrupción voluntaria del embarazo en un centro sanitario público. No se hizo nada para lograr ese objetivo.

#### Las reformas propuestas por Ruiz-Gallardón en 2014 y la respuesta en Castilla-La Mancha
En diciembre de 2013, el Consejo de Ministros del Partido Popular de España aprobó un proyecto de ley denominado Ley Orgánica de Protección de los Derechos del Concebido y la Mujer Embarazada. La ley representó un retroceso de los derechos de las mujeres en relación con el aborto, con la intención de dar marcha atrás a las reformas de la ley de 2010. El esfuerzo por cambiar la ley fue impulsado en gran medida por el ministro de Justicia, Alberto Ruiz-Gallardón. El proyecto de ley permitía el aborto en determinadas circunstancias específicas, como si una mujer había sido violada hasta la semana dieciséis de embarazo o si había "menoscabo importante y duradero" para la salud física o mental de la mujer o del feto hasta la semana veintidós del embarazo con al menos tres profesionales médicos aprobando el deterioro de la salud. Incluso entonces, el proyecto de ley decía que si las mujeres recibían ese diagnóstico sobre su salud de su médico original y de otros dos de los centros de salud que tenía que visitar para la evaluación, la mujer tendría que recibir información verbal sobre las alternativas al aborto y esperar siete días antes de que pudiera completarse el procedimiento. En aquel momento, el tiempo de espera para la contemplación era de tres días. El proyecto de ley también estipulaba que las menores debían obtener el consentimiento de sus padres o tutores legales antes de someterse a un aborto. El proyecto de ley permitía el procesamiento penal de mujeres que tuvieran abortos que no cumplieran con estos requisitos, y decía que los médicos que realizaran abortos fuera de los nuevos requisitos legales podrían recibir penas de prisión de uno a ocho años. Además, el proyecto de ley prohibía a cualquier centro médico anunciar que ofrecía procedimientos de IVE.
Las feministas de la región se movilizaron en 2013 y 2014 en respuesta a los cambios propuestos en la ley del aborto por Alberto Ruiz-Gallardón, siendo en algunos casos las movilizaciones más grandes desde mediados de la década de 1980. El 1 de febrero de 2014 el tren de la libertad fue de Asturias a Madrid, y a ella se unieron personas de diferentes regiones de España, incluida Castilla-La Mancha.
La Juventud Socialista de Albacete creó una campaña de carteles en protesta por los cambios propuestos en febrero de 2014, destacando que cambiar las leyes de aborto en España para hacer que fuera más difícil de conseguir resultaría en mujeres viajaran al extranjero para abortar.
Alberto Ruiz-Gallardón finalmente se vio obligado a dimitir de su cargo en septiembre de 2014 tras fracasar en su capacidad para impulsar los controvertidos cambios a la legislación del aborto. El cambio de ley propuesto había empoderado al PSOE y creado divisiones internas dentro de su propio partido.El 21 de septiembre de 2014, un grupo llamado Derecho a Vivir organizó una protesta en Ciudad Real en apoyo al dimitido Alberto Ruiz-Gallardón. Asistieron casi 200 personas.

#### Estadísticas
| Año                  | 2022  | 2021  | 2020  | 2019  | 2018  | 2017  | 2016  | 2015  | 2014  | Ref            |
| -------------------- | ----- | ----- | ----- | ----- | ----- | ----- | ----- | ----- | ----- | -------------- |
| Castilla - La Mancha | 9,21  | 8,90  | 8,00  | 8,66  | 7,99  | 7,48  | 7,31  | 7,38  | 8,00  | [ 12 ] [ 117 ] |
| Total (España)       | 11,68 | 10,70 | 10,33 | 11,53 | 11,12 | 10,51 | 10,36 | 10,40 | 10,46 | [ 12 ]         |

### Pedro Sánchez (2018 - Ahora)
En 2021 había varias provincias de España que no contaban con una clínica, ni privada ni pública, que realizara IVE. Entre estas provincias se encontraban tres de Castilla-La Mancha: Toledo, Cuenca y Guadalajara. El recuento oficial de abortos en esas provincias y ciudades es cero, ya que las mujeres debían viajar a otra provincia para obtener una interrupción voluntaria de su embarazo. En 2021, los estudiantes de formación para ser médicos especialistas en atención ginecológica no recibieron formación en las universidades de Castilla-La Mancha sobre cómo realizar procedimientos de IVE.
En noviembre de 2021, Unidas Podemos Albacete presentó una petición al Gobierno de Castilla-La Mancha para "garantizar" la interrupción voluntaria del embarazo en un centro sanitario público. Esto formaba parte de sus esfuerzos para proteger la salud sexual y reproductiva de las mujeres en la región. En septiembre de 2022, CCOO Castilla-La Mancha solicitó al Gobierno regional que implementara mecanismos que permitieran al SESCAM ofrecer abortos gratuitos en hospitales y centros de salud públicos de la región.
La situación del acceso al aborto en Toledo era tan mala que una mujer que quería abortar en 2023 dijo sentirse una criminal. La Plataforma Feminista de Guadalajara dijo sobre la falta de acceso a trámites de la IVE en 2021 "tiene que ver tal vez con que somos ciudadanas de segunda y nuestras necesidades no son prioritarias."La Red Feminista de Albacete es una organización feminista de la provincia de Albacete que lucha por el derecho al aborto, especialmente en la sanidad pública.
En 2022, el Ministerio de Sanidad condenó a la región por subcontratar todos sus procedimientos de IVE de la sanidad pública a clínicas privadas. El gobierno socialista de Castilla-La Mancha reconoció en 2022 que era la región de España en la que la mayoría de las mujeres tenían que viajar para abortar. El 58% de las mujeres de Castilla-La Mancha que abortaron en 2021 realizaron un procedimiento de IVE en otra región. Toledo fue la provincia a nivel nacional con mayor porcentaje de mujeres que abortaron fuera de su provincia de residencia.
Del 2 de marzo de 2022 al 10 de abril de 2022, la asociación católica 40 días para la vida organizó eventos fuera de los centros de salud que realizaron interrupciones voluntarias del embarazo en ciudades de toda España, incluida Toledo. Lo hicieron a pesar de un cambio en el Código Penal aprobado el 3 de febrero de 2022 que castigaba a las personas que acosen a mujeres que buscaban abortar. El castigo por acosar a las mujeres en esta nueva ley incluye penas de prisión.
En 2023, José Luis García Gascón, de Unidad Podemos, afirmó que la atención en las clínicas privadas se percibe como peor que la que se ofrecería a través de la sanidad pública en Castilla-La Mancha. Unidad Podemos volvió a insistir en mayo de 2023 en que el gobierno regional hiciera que el aborto estuviera disponible en los hospitales públicos de la región.

#### Estadísticas
Hay provincias de la región que hasta 2019 no habían reportado ningún aborto realizado en ella desde que se despenalizó el aborto en 1985. En 2019, la tasa de interrupciones voluntarias del embarazo por cada 1.000 mujeres residentes de 15 a 44 años en la región fue de 8,66. El año anterior, en 2018, la tasa fue del 7,99. La media nacional en España en 2019 fue de 11,53 y en 2018 fue de 11,12. La tasa de aborto en Castilla-La Mancha por cada 1.000 mujeres de quince a cuarenta y cuatro años fue del 8%, por debajo de la media nacional del 10,33%. En Castilla-La Mancha se realizaron 2.910 en 2020, todas ellas realizadas en dos clínicas privadas. 291 de los abortos involucraron a menores de quince a diecinueve años. En 2022, hubo 9,21 interrupciones voluntarias del embarazo por cada 1.000 mujeres en la región. Esto se compara con un promedio nacional de 11,68 por cada 1.000 mujeres. Ese año se produjeron 376 interrupciones voluntarias del embarazo en mujeres menores de veinte años. En Castilla-La Mancha se registraron 3.294 trámites de IVE en 2022 de un total de 98.316 a nivel nacional. La cifra a nivel nacional representó un aumento del 9% respecto al año anterior.
| Año  | # de denegaciones | # de aprobaciones | Ref     |
| ---- | ----------------- | ----------------- | ------- |
| 2010 | 8                 | 0                 | [ 124 ] |
| 2011 | 5                 | 0                 | [ 124 ] |
| 2012 | 2                 | 0                 | [ 124 ] |
| 2013 | 4                 | 0                 | [ 124 ] |
| 2014 | 5                 | 0                 | [ 124 ] |
| 2015 | 3                 | 0                 | [ 124 ] |
| 2016 | 10                | 0                 | [ 124 ] |
| 2017 | 4                 | 0                 | [ 124 ] |
| 2018 | 2                 | 0                 | [ 124 ] |
| 2019 | 2                 | 0                 | [ 124 ] |
| 2020 | 8                 | 0                 | [ 124 ] |
| 2021 | 5                 | 0                 | [ 124 ] |
| 2022 | 1                 | 0                 | [ 124 ] |

| Provincia          | Total | Menores de 16 años | 15-19 | 20-24 | 25-29 | 30-34 | 35-39 | 40-44 | Mayores de 44 años |
| ------------------ | ----- | ------------------ | ----- | ----- | ----- | ----- | ----- | ----- | ------------------ |
| España             | 98316 | 306                | 1019  | 21869 | 21285 | 19860 | 16454 | 7689  | 724                |
| Castilla-La Mancha | 3294  | 13                 | 363   | 735   | 704   | 652   | 566   | 239   | 22                 |
| Albacete           | 606   | 1                  | 73    | 140   | 127   | 123   | 93    | 48    | 1                  |
| Ciudad Real        | 713   | 1                  | 86    | 162   | 148   | 149   | 106   | 58    | 3                  |
| Cuenca             | 305   | 1                  | 28    | 79    | 73    | 55    | 46    | 22    | 1                  |
| Guadalajara        | 495   | 5                  | 53    | 104   | 97    | 108   | 96    | 25    | 7                  |
| Toledo             | 1175  | 5                  | 123   | 250   | 259   | 217   | 225   | 86    | 10                 |